# Rookie
Rookie es un término de origen anglosajón que describe a la persona que se encuentra en su primer año como profesional en su deporte y tiene poca o ninguna experiencia profesional. En idioma español equivale a «novato», «principiante» o «debutante». Se trata de una palabra muy utilizada en deportes provenientes de Estados Unidos, donde es habitual la existencia de cursos preparatorios para rookies. El término más utilizado en este ámbito, en español, es «novato», si bien en referencia a los deportes de las grandes ligas norteamericanas (véase NFL, NBA, MLB, NHL, MLS), el anglicismo mismo, rookie, es, hablando en español, la palabra más usada para definir al jugador sin experiencia profesional.